# Koningin Astridpark (Aalst)
Het Koningin Astridpark is een stadspark van 0,5 hectare gelegen in de Belgische plaats Aalst (provincie Oost-Vlaanderen). In de volksmond spreekt men ook wel van 't Klein Parkske(n), omdat het een relatief klein park is.

## Geschiedenis
Oorspronkelijk heette het park 'Duivekeetpark', in het jaar 1948 werd deze gewijzigd naar het Koningin Astridpark. Genoemd naar Koningin Astrid.
In het jaar 2012 heerste er een onveiligheidsgevoel in het park, Caroline De Meerleer gaf er commentaar op. Zo zei ze "Dat was de plaats waar wij ons kwamen amuseren, het was altijd heel plezant. Nu zou ik er 's avonds niet meer door durven stappen. Een probleem is ook dat rond het park een haag staat die twee meter hoog is. Er is dus van buitenaf helemaal geen inkijk en dat bevordert de veiligheid niet."
In 2017 kreeg het park een nieuwe speeltuin.
In 2018 werden de vernieuwde betonpaden vervangen, dit omdat sommige delen 20cm boven het gras uitstaken. Hierom werd het park tijdelijk gesloten.
Er wordt jaarlijks een retro Retro-Vinyl-Bicyclemarkt gehouden in het park.
In 2019 werd er een oproep gedaan om sluikstorten in het park tegen te gaan.

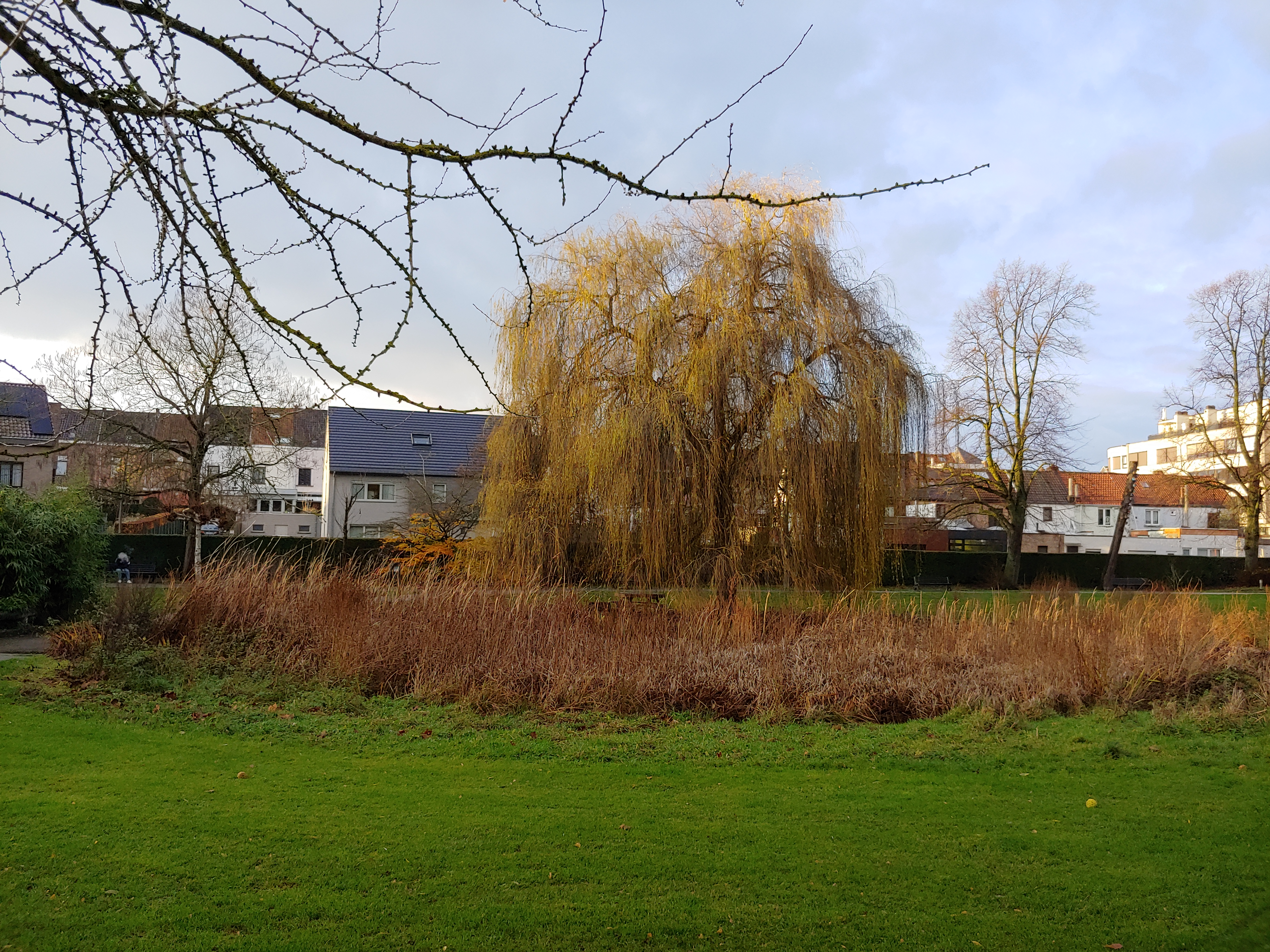
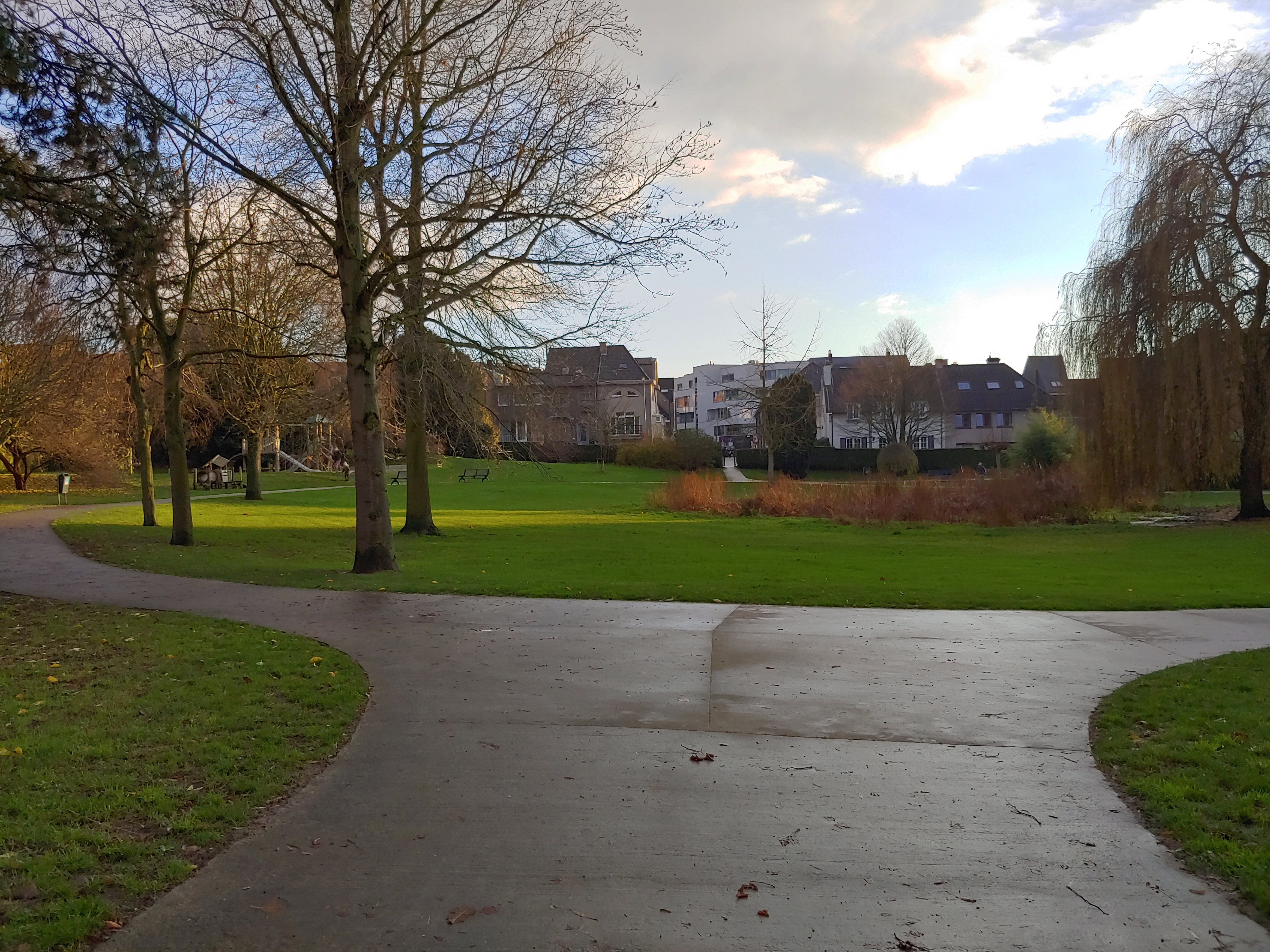
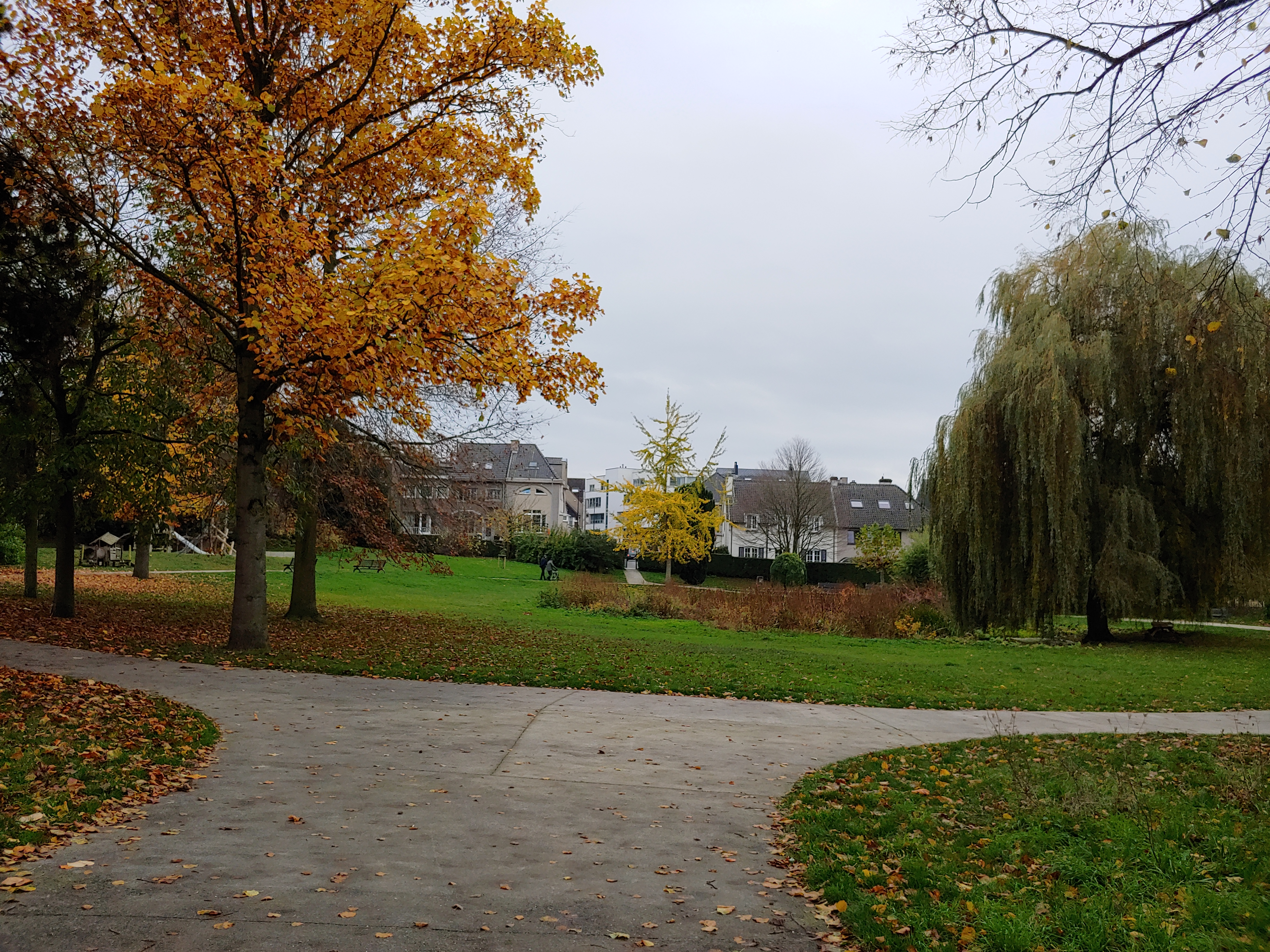
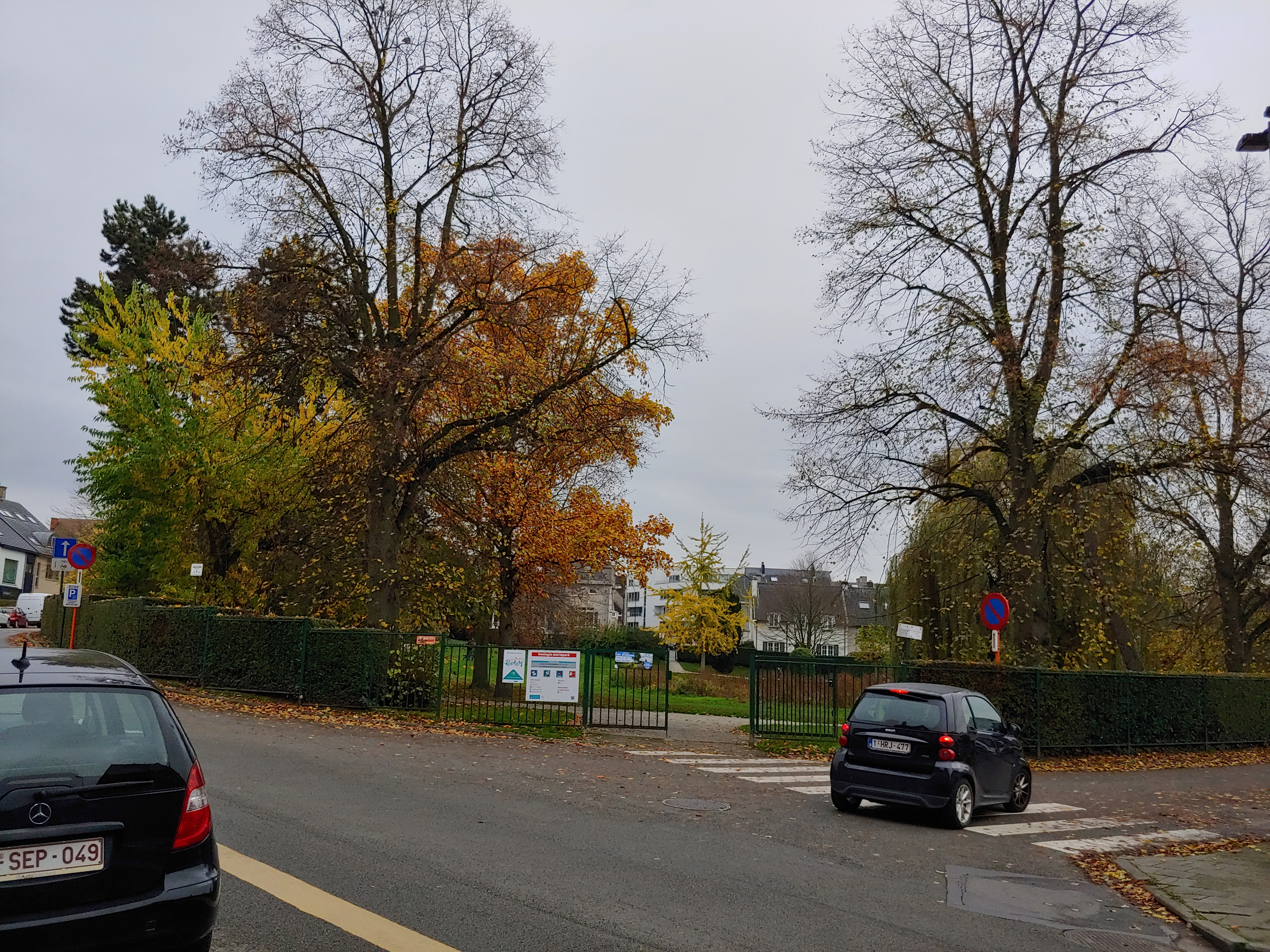